# 鲫霍氏虫
鲫霍氏虫（学名：Hoferellus carassii）为碘泡科霍氏虫属的动物。分布于俄罗斯以及黑龙江流域等，营寄生生活，寄生在银鲫的肾和输尿管。